# Арасі
Арасі (Arashi, яп. 嵐) — ескадрений міноносець Імперського флоту Японії, який взяв участь у Другій світовій війні.
Корабель, що став тринадцятим (за датою закладання) серед есмінців типу «Кагеро», спорудили у 1940 році на верфі ВМФ у Майдзуру.
На момент вступу Японії до Другої світової війни Арасі належав до 4-ї дивізії ескадрених міноносців, яка 2 грудня 1941-го прибула з Японії до Мако (важлива база ВМФ на Пескадорських островах у південній частині Тайванської протоки).
4 грудня 1941-го Арасі вийшов з Мако у складі охорони загону великих артилерійських кораблів (2 лінкори та 2 важкі крейсери) адмірала Кондо, який мав забезпечувати загальне прикриття сил вторгнення до Малаї та на Філіппіни. До початку січня 1942-го цей загін виконував завдання у водах Південно-Східної Азії, проте внаслідок сприятливого розвитку операції так і не вступив у бій (після виходу в море британських лінкорів HMS Prince of Wales та HMS Repulse сили Конде почали готуватись до перехоплення, проте для знищення ворога вистачило самої авіації). Арасі під час цього походу міг на короткий термін залучатись до охорони конвоїв з військами, які йшли до Малаккського півострова.
11 січня 1942-го загін Конде повернувся до Мако, а 18 числа вирушив на Палау (важлива японська база на заході Каролінських островів). Після цього майже місяць ці сили забезпечували загальне прикриття операцій на сході Нідерландської Ост-Індії, а 18—21 лютого пройшли з Палау до затоки Старінг-Бей на північно-східному півострові острова Целебес (Сулавесі).
23 лютого 1942-го Арасі полишив Старінг-Бей у межах операції з підтримки вторгнення на острів Ява. Разом з есмінцем Новакі він належав до загону важких крейсерів Мая, Атаго і Такао, який зайнявся перехопленням бойових та транспортних кораблів союзників, що намагались полишити регіон. При цьому Арасі та Новакі 1 березня потопили нідерландське судно Toradja (961 GRT) і переобладнаний британський тральщик HMS Scott Harley (620 GRT, одне з небагатьох суден, яке за кілька тижнів до того змогло вирватись із Сінгапуру напередодні падіння міста), а також захопили нідерландське судно Bintoehan (1020 GRT). Оскільки останнє мало низьку швидкість, японці не могли включити його до загону та наказали капітану рухатись до острова Балі під японським прапором. 3 березня нідерландський капітан викинув Bintoehan на берег Балі, після чого це судно було втрачене.
2 березня Арасі та Новакі допомагали крейсеру Мая в потопленні британського есмінця HMS Stronghold. 3 березня ці ж кораблі перехопили американський канонерський човен USS Asheville. Есмінці наблизились до нього й потопили після півгодинного артилерійського бою. Весь екіпаж Asheville загинув, окрім одного моряка, якого підібрали для допиту (загине вже у 1945-му в таборі військовополонених).
4 березня японський загін перехопив та знищив конвой, який прямував під охороною шлюпа і тральщика. При цьому Арасі та Новакі допомагали крейсеру Атаго у потопленні британського танкера Francol (2623 GRT), а потім захопили нідерландське вантажопасажирське судно Tjisaroea (7089 GRT), перейменоване на Чіхая-Мару (Chihaya Maru), яке надалі використовувалось японцями (восени 1943-го потоплене американським підводним човном). 7 березня загін повернувся до Старінг-Бей.
У період з 18 березня по 18 квітня 1942-го Арасі та Новакі ескортували важкий крейсер Атаго, який пройшов зі Старінг-Бей через Таракан, Балікпапан (центри нафтовидобувної промисловості на Борнео), Макассар (південно-західний півострів острова Целебес), Сінгапур, Пенанг (порт на західному узбережжі півострова Малакка) та Камрань (бухта на узбережжі В'єтнаму) до японського порту Йокосука.
27 травня 1942-го Арасі в межах операції захоплення атола Мідвей вийшов у складі охорони ударного авіаносного з'єднання. 4 червня він був невдало атакований якимось підводним човном та провів так само безрезультатну контратаку глибинними бомбами. Вранці 5 червня він з трьома іншими есмінцями (кожен випустив по одній торпеді) добив важко пошкоджений японський авіаносець «Акагі».
З 9 червня 1942-го Арасі увійшов до супроводу легкого авіаносця «Дзуйхо», який після катастрофи під Мідвеєм перенаправили для продовження операцій на Алеутських островах (вторгнення сюди синхронізували з мідвейською операцією). Це завдання тривало більш як місяць, до 12 липня.
3 30 липня по 12 серпня 1942-го Арасі разом зі ще одним есмінцем провадили ескортування двох транспортів з порту Саєкі на Сайпан (Маріанські острови), де останні взяли на борт бійців зі складу 28-го піхотного полку, а потім далі до атола Трук у центральній частині Каролінських островів (ще до війни тут створили потужну базу японського ВМФ, з якої до лютого 1944-го провадили операції в низці архіпелагів). У той момент, коли конвой приймав війська на Сайпані, союзники здійснили висадку на сході Соломонових островів, що започаткувало шестимісячну битву за Гуадалканал. Як наслідок, 16 серпня Арасі та ще 5 есмінців вийшли з Труку для доставки щойно доправленого з Сайпану загону на Гуадалканал. 19 серпня японські піхотинці були висаджені на острові, а за дві доби майже усі загинули в бою біля річки Тенару. Що стосується кораблів, то того ж 19 серпня внаслідок авіанальоту зазнав важких пошкоджень есмінець «Хагікадзе», і Арасі супроводжував його на зворотному переході до Труку, куди кораблі прибули 24 серпня.
24—27 серпня 1942-го Арасі пройшов з Труку до Рабаулу — головної передової бази японців у архіпелазі Бісмарка, з якої провадились операції на Соломонових островах та сході Нової Гвінеї. Одразу після цього він здійснив два рейси (з 28 по 31 серпня та з 1 по 4 вересня) для транспортування військ до затоки Мілн на крайньому південно-східному завершенні Нової Гвінеї. Втім, японська операція розвивалась невдало і з 5 по 8 вересня Арасі вже прикривав евакуацію десанту. При цьому 6 вересня він разом з легким крейсером «Тацута» провів бомбардування пристані Гілі-Гілі у глибині затоки Мілн, під час якого потоплено британське судно Anshun (3188 GRT, в 1944-му підняте й використовувалось до 1962 року).
13—14 вересня 1942-го Арасі супроводжував транспорт Садо-Мару (незадовго до того прибув до Рабаулу з підкріпленнями, прийнятими на Палау) до якірної стоянки Шортленд — прикритої групою невеликих островів Шортленд акваторії біля південного завершення острова Бугенвіль, де зазвичай відстоювались легкі бойові кораблі та перевалювались вантажі для відправлення далі на схід. Після цього 15 вересня Акаші здійснив рейс для перевезення військовослужбовців з Шортленду на Гуадалканал, а 18 вересня вийшов у ще один такий же рейс, який, втім, перервали через виявлення ворожих кораблів у районі пункту призначення. 23—28 вересня есмінець пройшов від Шортленда на Трук.
11 жовтня 1942-го Арасі полишив Трук у складі охорони основних сил (3 авіаносці), які розпочали патрулювання північніше від Соломонових островів у межах підтримки операцій на Гуадалканалі (обстріл аеродрому Гендерсон-Філд, проведення 1-го штурмового конвою до Тассафаронга). В останній декаді жовтня це з'єднання вступило в битву біля островів Санта-Круз, під час якої Арасі здійснив переміщення адмірала Нагумо з пошкодженого авіаносця «Сьокаку» на «Дзуйкаку». 30 жовтня остання група японських авіаносців повернулась на Трук, а 2 листопада Арасі разом зі ще двома есмінцями вирушив до Японії, супроводжуючи пошкоджений авіаносець «Сьокаку» і важкий крейсер «Тікума». 6 листопада загін прибув до Куре, після чого Арасі також поставили в док.
Втім, уже 23 листопада 1942-го Арасі разом зі ще одним есмінцем розпочали супроводження з Куре до Рабаулу авіатранспорту Акіцу-Мару. Кораблі пройшли через Трук і 1 грудня прибули до місця призначення, а вже 2 грудня Арасі перейшов до стоянки Шортленд. 3 та 7 грудня есмінець здійснив транспортні рейси до Гуадалканалу, причому у другому випадку висадку скасували через атаку торпедних катерів. Після цього на зворотному шляху до Шортленду Арасі разом зі ще одним есмінцем «Аріаке» прикривали «Наганамі», який вів на буксирі пошкоджений під час авіаційної атаки есмінець «Новакі».
11 грудня 1942-го Арасі разом зі ще десятьма есмінцями вирушили в черговий транспортний рейс на Гуадалканал, під час якого торпедні катери потопили «Терудзукі». Під час проведення рятувальної операції Арасі прийняв на борт 140 осіб, які перебували на загиблому кораблі.
З 13 по 18 грудня 1942-го Арасі прикривав есмінець «Майкадзе», що буксирував на Трук пошкоджений «Новакі», а 1—7 січня 1943-го пройшов з Труку через Рабаул до Шортленду. 10 січня він здійснив черговий транспортний рейс до Гуадалканалу, під час якого ескортував на зворотному шляху есмінець «Хацукадзе», пошкоджений торпедним катером.
15 січня 1943-го під час прикриття інших есмінців, які виконували транспортний рейс на Гуадалканал, Арасі став ціллю для літаків. Від близьких вибухів бомб у нього заклинило кермо, проте за сприяння «Майкадзе» корабель прибув на Шортленд, а 17 січня зміг полишити цю стоянку та 19 числа самостійно дійти до Труку.
Після короткочасного ремонту Арасі вже 31 січня 1943-го вийшов з бази та перебував у морі до 9 лютого, ескортуючи головні сили, які патрулювали північніше від Соломонових островів з метою прикриття евакуації з Гуадалканалу.
15—20 лютого 1943-го разом зі ще двома есмінцями Арасі охороняв загін надводних кораблів (2 лінкори, важкий крейсер та гідроавіаносець), які прямували з Труку до Йокосуки для ремонту. Після цього аж до середини літа Арасі перебував у Внутрішньому Японському морі, охороняючи «Сьокаку» під час тренування нової авіагрупи.
10—15 липня 1943-го Арасі разом зі ще 5 есмінцями здійснювали ескортування великого угруповання (3 авіаносці, 1 ескортний авіаносець, 1 гідроавіаносець, 3 важкі та 2 легкі крейсери) з Японії на Трук. На той час союзники вже висадились на островах Нью-Джорджія (центральна частина Соломонових островів) і в регіоні знову розгорілись важкі бої. 19—21 липня Арасі виконав перехід до Рабаулу у складі загону, що доправляв війська (до нього включили гідроавіаносець, усі крейсери та 5 із 6 есмінців, які нещодавно прибули з Японії).
У Рабаулі Арасі та ще два есмінці прийняли на борт по 250 бійців, після чого того ж 21 липня рушили разом з гідроавіаносцем «Ніссін» до Шортленду. 22 липня вже на підході до пункту призначення загін атакувала ворожа авіація, якій вдалось уразити «Ніссін». Гідроавіаносець затонув, причому в умовах бою та внаслідок швидкого розвитку катастрофи есмінцям вдалось врятувати лише дві сотні осіб, загинуло більш ніж тисяча членів екіпажу та бійців японської армії.
27 липня 1943-го Арасі разом зі ще щонайменше одним есмінцем виконали транспортний рейс з Рабаулу до затоки Реката-Бей на північному узбережжі острова Санта-Ісабель (тут була база японської гідроавіації), а 1 серпня перевезли війська на острів Коломбангара (західна частина архіпелагу Нью-Джорджія).
У ніч проти 7 серпня 1943-го Арасі та ще три есмінці здійснювали черговий рейс з військами на Коломбангару, проте були перехоплені. Унаслідок бою в затоці Велья японський загін зазнав важкої поразки. Під час основного торпедного залпу американців Арасі, в який влучили три торпеди, загорівся, а пізніше був добитий артилерійським вогнем та ще однією торпедою. Невдовзі після опівночі корабель затонув, при цьому загинуло 178 членів екіпажу та велика кількість військовослужбовців, що перебували на борту (всього після потоплення трьох есмінців, які на додачу до екіпажів перевозили 900 бійців, врятувались лише 310 осіб).